# Aloe laeta
Aloe laeta ist eine Pflanzenart der Gattung der Aloen in der Unterfamilie der Affodillgewächse (Asphodeloideae). Das Artepitheton laeta stammt aus dem Lateinischen, bedeutet ‚leuchtend‘ und verweist auf die leuchtend karminroten Blüten der Art.

## Beschreibung

### Vegetative Merkmale
Aloe laeta wächst stammlos oder sehr kurz stammbildend und ist einfach. Der Stamm erreicht eine Länge von bis zu 5 Zentimeter und einen Durchmesser von 3,5 Zentimeter. Die etwa 24 lanzettlich verschmälerten Laubblätter bilden dichte Rosetten. Die bläulich graue, undeutlich linierte Blattspreite ist bis zu 20 Zentimeter lang und 7 bis 8 Zentimeter breit. Die auffallenden schmalen Blattränder sind rosafarben und knorpelig. Die Blattoberfläche ist rau. Die schmal deltoiden, festen, rosafarbenen Zähne am Blattrand sind 2 Millimeter lang und fließen basal zusammen.

### Blütenstände und Blüten
Der Blütenstand ist in der Regel einfach, gelegentlich besteht er aus zwei bis drei Zweigen. Er erreicht eine Länge von 40 bis 60 Zentimeter. Die dichten, kopfigen oder fast kopfigen Trauben sind 5 bis 7 Zentimeter lang und 6 Zentimeter breit. Die deltoid-spitzen Brakteen weisen eine Länge von 5 Millimeter auf und sind 2,5 Millimeter breit. Die zinnoberroten Blüten stehen an 20 bis 25 Millimeter langen Blütenstielen. Die Blüten sind 15 Millimeter lang und an ihrer Basis verschmälert. Oberhalb des Fruchtknotens sind die Blüten auf einen Durchmesser von 7 Millimeter erweitert. Darüber sind sie zur Mündung verengt. Ihre äußeren Perigonblätter sind fast nicht miteinander verwachsen. Die Staubblätter und der Griffel ragen bis zu 1 Millimeter aus der Blüte heraus.

## Systematik und Verbreitung
Aloe laeta ist auf Madagaskar verbreitet.
Die Erstbeschreibung durch Alwin Berger wurde 1908 veröffentlicht. Es werden folgende Varietäten unterschieden:
- Aloe laeta var. laeta
- Aloe laeta var. maniaensis H.Perrier

Aloe laeta var. laeta

Die Varietät ist auf Madagaskar auf dem Ibity-Berg in Höhen von 1500 bis 2200 Metern verbreitet. 
Aloe laeta var. maniaensis

Die Unterschiede zu Aloe laeta var. laeta sind: Die Laubblätter der Varietät sind 8 Zentimeter lang und 2 Zentimeter breit. Ihre Blüten sind gerade und trichterförmig.
Die Erstbeschreibung dieser Varietät durch Henri Perrier de La Bâthie wurde 1926 veröffentlicht. Aloe laeta var. maniaensis ist auf Madagaskar in der Provinz Fianarantsoa zwischen den Flüssen Mania und  Ivato auf Quarzitfelsen in Höhen von etwa 1400 Metern verbreitet. Die Varietät ist nur vom Typusfundort bekannt.

## Gefährdung
Aloe laeta wird einschließlich der Varietäten in Anhang I des Washingtoner Artenschutz-Übereinkommen geführt.

## Nachweise